# Шевченковский район (Киев)
Шевче́нковский район (укр. Шевченківський район) — район города Киева, столицы Украины.

## История
Шевченковский район был создан согласно постановлению ЦИК УССР в 1937 году.
Территория Шевченковского района была центром древнего Киева. Именно здесь разворачивались многие ключевые события в истории города, Киевской Руси и Украины. Здесь находится Старокиевская гора, на которой, по преданию, поставил крест Апостол Андрей, здесь же предположительно Святой Владимир проводил выбор веры.

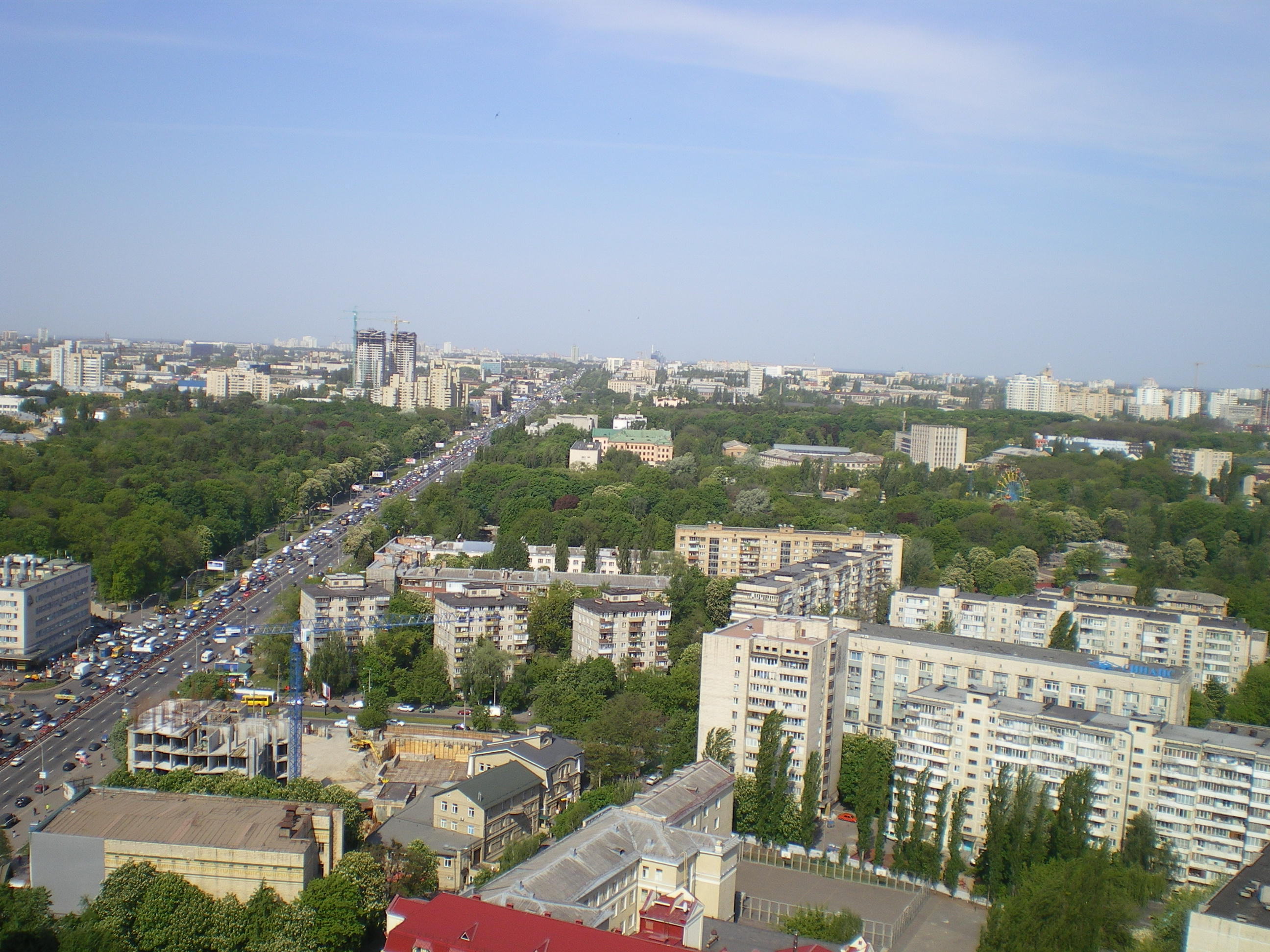
Берестейский проспект

Здесь находились Центральная рада и Софийская (Богдана Хмельницкого) площадь, где провозглашались универсалы, происходило избрание гетмана Павла Скоропадского и другие не менее важные события, связанные с историей Киевской Руси, Украины, России.
На площади Богдана Хмельницкого происходили многочисленные антисоветские манифестации и митинги, которые ускорили принятие Акта провозглашения независимости Украины 24 августа 1991 года.
На территории района расположили свои посольства и представительства более 50 государств мира.
В октябре 2001 года к Шевченковскому району были присоединены Радянский (Советский) и Старокиевский районы города.
На консультативном референдуме 2008 года 97,8 % избирателей (117,2 тысяч человек) высказались против ликвидации района.

## Население

### Языковой состав
Родной язык населения по данным переписи 2001 года:
| Язык       | Численность, чел. | Доля     |
| ---------- | ----------------- | -------- |
| Украинский | 145 553           | 64,65 %  |
| Русский    | 72 356            | 32,13 %  |
| Другое     | 7 246             | 3,22 %   |
| Итого      | 225 155           | 100,00 % |

## Современность
История Шевченковского района тесно связана с историей создания самого города, доходящая до VIII—IX веков, к зарождению мощного древнерусского государства — Киевской Руси.
Здесь сохранились ценные историко-архитектурные и культурные достопримечательности — Золотые Ворота, Святая София, Михайловский и Владимирский соборы.
Также в районе в наличии современный жилой фонд.
Современная территория Шевченковского района занимает площадь 2,7 тысяч гектаров. В районе проживает 233,5 тысячи человек. В Шевченковском районе находятся предприятия высокопроизводительной промышленности и строительства, полиграфическое производство.
В промышленный комплекс района входит 71 предприятие.
Торговое обслуживание района осуществляют 1136 предприятий торговли и общественного питания.
Система образования района представлена 108 учреждениями: 52 общеобразовательные учебные заведения, 49 детских дошкольных заведений и 7 внешкольных учреждений образования. Кроме того, на территории района расположено 31 высшее учебное заведение (I—IV уровней аккредитации), в частности Национальный университет им. Шевченко, Национальный педагогический университет им. М. П. Драгоманова, Киевский национальный экономический университет, Национальный медицинский университет им. Богомольца.
В ведении районных властей находятся 8 заведений эстетического воспитания и централизованная библиотечная система, в которую входят Центральная районная библиотека им. Плужника и 18 библиотек-филиалов.
На территории района также находятся 72 учреждения культуры, в частности, 8 театров, 3 кинотеатра, 16 музеев, 15 клубов и домов культуры, 15 галерей, зоопарк, Национальный цирк Украины. Всего насчитывается 828 памятников истории, культуры, архитектуры и археологии.
Шевченковский район — центр общественно-политической деятельности объединений граждан. В нём действуют 64 районные ячейки политических партий, 146 общественных организаций.
Научный потенциал представляют широко известные и известные не только на Украине, но и за её пределами научно-исследовательские и проектно-конструкторские институты. В Шевченковском районе расположена Национальная академия наук Украины и большинство её институтов.
Районными властями проводятся мероприятия на выполнение программ «Дети Украины» и «Здоровье киевлян». В системе здравоохранения района функционируют: 6 поликлиник, обслуживающих 219,7 тысяч взрослого населения; 6 поликлиник, обслуживающих 62,4 тысячи детского населения; 4 стоматологические поликлиники; 2 детские клинические больницы; Центр здоровья; детский санаторий «Ясный»; городская физиотерапевтическая поликлиника.
В сфере молодёжной политики реализуются комплексные программы «Молодёжь города Киева» и «Физическое воспитание — здоровье нации». В сети физкультурно-оздоровительных учреждений района функционируют 4 детско-юношеские спортивные школы, 58 спортивных залов, 3 стадиона, 92 спортплощадки, 20 гимнастических городков.
Шевченковский район является одним из самых озелененных районов столицы — 13 парков, 79 скверов, 6 бульваров.
С 24 ноября 2010 г. Шевченковский район возглавляет С. Г. Зимин.